# Рамберто IV Малатеста ди Соляно
Вижте пояснителната страница за други личности с името Рамберто Малатеста.
Рамберто IV Малатеста ди Соляно (* 1560, † 1615) от кадетския клон Малатеста от Соляно на италианската династия Малатеста, е суверенен граф на Соляно през 1591 г. (през 1593 г. заедно с братовчед си Семпронио Малатеста ди Соляно), граф на Пондо (през 1593 г. отстъпва 1/2 на Семпронио), граф на Таламело, граф на 1/2 от Сан Джовани ин Галилея, владетел на Монтеджели, Ронтаняно, Савиняно ди Риго, Пиетра дел'Узо, Монтепетра, Сегуно, Пратолина, Руфиано, Мелето, Сапето, Чиня, Букио, Поцуоло Валендзера, Сасета и Соазия, на 1/3 от Спинело и Стригара.

## Произход
Той е син на Корнелио Малатеста ди Сан Джовани († 1571), граф на Сан Джовани ин Галилея и капитан на Венеция, и на съпругата му Батиста Бернардини. Негов дядо по бащина линия е Рамберто III Новело Малатеста ди Соляно, граф на Соляно, а по майчина – Акиле Бернардини, граф на Маса. Има трима братя:
- Леонида († като малък)
- Сиджизмондо I (* 1615; † 1645), суверенен граф на Соляно през 1591 с него и с брат им Карло III и от 1593 г. с братовчед им Семпронио, граф на Пондо (през 1593 г. отстъпва 1/2 на Семпронио), граф на Таламело, граф на 1/2 от Сан Джовани ин Галилея, владетел на Монтеджели, Ронтаняно, Савиняно ди Риго и т.н., съпруг на Елена Монтиколи
- Карло III (* 1567, † 1628), суверенен граф на Соляно през 1591 с него и с брат им Сиджизмондо I и от 1593 г. с братовчед им Семпронио граф на Пондо (през 1593 г. отстъпва 1/2 на Семпронио), граф на Таламело, граф на 1/2 от Сан Джовани ин Галилея, владетел на Монтеджели, Ронтаняно, Савиняно и т.н., съпруг на Елизабета Бонтакио от Бреша

## Управление
Той е утвърден във владенията си с присъдата на Апостолическата камара от 8 юли 1600 г. Продава своята половина от Графство Пондо и анекси през ноември 1600 г. за 13 000 скуди на Джан Франческо Алдобрандини и запазва 1/10 от феода, който е прикрепен към патрициата на Римини през 1615 г.

## Брак и потомство
∞ 1581 за Мария Герарди, от която има четирима сина и две дъщери:
- Корнелио Малатеста ди Таламело (* 1584, Римини; † 1633, пак там), граф на Таламело, господар на Сегуно, Пратолина, Руфиано, Мелето, Сапето, Чиня, Букио, Монтегуиди, Поцуоло Валендзера, Сасета и Соазия. Има един извънбрачен син.
- Анджола Малатеста ди Соляно, ∞ за Франческо Дуранти
- Акиле Малатеста ди Соляно
- Александро Малатеста ди Соляно
- Малатеста Малатеста ди Соляно
- Изабела Малатеста ди Соляно († 9 декември 1661), наследница на Графство Таламело, ∞ за Алесандро Бентивольо, извънбрачен син на йезуита Андалò Бентивольо, на когото дава графството, а впоследствие го дава и на извънбрачния си син от прелата Франческо Бентивольо, известен като Улисе Бентивольо